# Archivo Municipal de Tudela

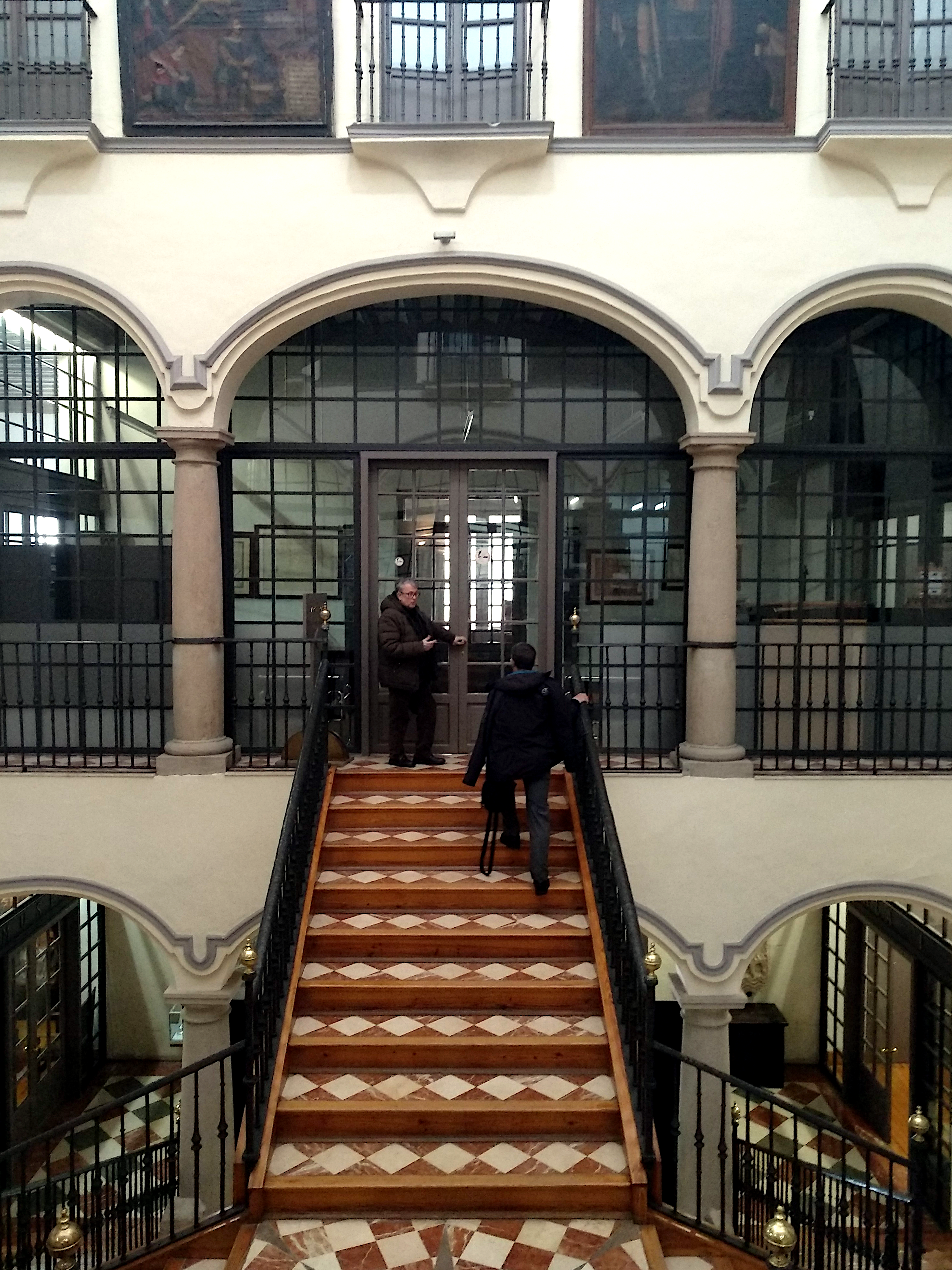
Palacio del Marqués de Huarte (Tudela). Planta 1. Sede del Archivo Municipal de Tudela.

El Archivo Municipal de Tudela es un archivo español perteneciente al Ayuntamiento de Tudela ubicado en el Palacio del Marqués de Huarte de Tudela (Navarra).

## Historia

### Génesis
De forma análoga a otros municipios, para Tudela «la existencia de una incipiente organización municipal explicará la necesidad de conservar los testimonios jurídicos que fundamentaron su origen.» Es el caso del privilegio «conocido como “tortum per tortum”, concedido por Alfonso I el Batallador» que «ocupó, sin duda, el estatus de ser el documento más importante para la villa tudelana, y aunque no se conserve el original, la existencia de múltiples copias nos confirma su especial relevancia.» Por otro lado, se conserva un documento original, de 1120, sobre la donación que este rey hizo a Fortún Lopiz de Autor en Cintruénigo. Todo ello permite afirmar el siglo XII como origen del archivo municipal.
Según recoge la Gran enciclopedia de Navarra, «al inicio del reinado de Teobaldo I (1234-1253), el principal depósito documental, y posiblemente también el archivo vivo, radicaba en el castillo de Tudela, donde lo habría instalado sin duda Sancho el Fuerte (1194-1234), que tuvo entre sus muros la residencia habitual. Allí fue donde copió los cartularios reales el escriba Pedro Fernández hacia 1240.» A principios del siglo XIV también hay noticias de que el castillo de Tudela era lugar donde se custodiaban documentos. Estos fondos reales fueron probablemente trasladados, por motivos de seguridad al castillo de Tiebas, a la llamada torre de María Delgada, en Pamplona, y al castillo de Estella.
La villa de Tudela, convertida en concejo abierto, se rige por ordenanzas que se conservan desde 1222. La aljama judía tiene Takanot desde 1287, 1303 y 1391. En el año 1390 Tudela obtiene el título de ciudad, mediante concesión del rey Carlos III de Navarra. Se conserva el primer libro de Cuentas desde 1480.
Las Ordenanzas para el gobierno de los pueblos del 31 de octubre de 1547, supone un paso fundamental en el desarrollo archivístico navarro ya que «regulan la custodia e inventario de los documentos». En estas ordenanzas se «obligaba a los ayuntamientos a tener un arca destinada a archivo y a efectuar inventarios de los documentos que contenía» al tiempo que  impulsaron el desarrollo de la administración por escrito, al exigir libramientos, recibos, repartimientos y varios libros: dos de contabilidad, uno de pregones y mandamientos, otro de penas arbitrarias y otro destinado a copiar privilegios y escrituras de los pueblos. Este último y uno de contabilidad debían guardarse en el Arca del Concejo junto con los privilegios y escrituras del pueblo, de los que tendría que hacerse un inventario y cuya salida del arca se reglamenta con cuidado. Era la primera disposición de validez general para toda Navarra que obligaba a los ayuntamientos a tener un arca destinada a archivo y a efectuar inventarios de los documentos que contenía.» En 1563 se hace el primer inventario en Tudela.

### Creación
Tras estos prolegómenos históricos, en el desarrollo de la archivística municipal navarra Tudela dio el siguiente paso de la mano de Juan Antonio Fernández Pascual, «uno de los más importantes archiveros españoles del siglo XVIII» que ejerció como archivero municipal en varios pueblos (Borja, Tarazona, Ágreda) además de «ordenar el archivo de la Orden de Santiago en Uclés y el de los hospitalarios de San Juan en Zaragoza.» También se inició en los archivos municipales y diocesano de Tudela donde concluyó su tarea en 1780 dejando redactado un Índice de instrumentos antiguos, privilegios, gracias, exenciones y honores concedidos por los Señores Reyes a la Antiquíssima, Nobilissima y mui leal Colonia de Tubai, la Ciudad de Tudela.
Le sucedió en estas labores José Yanguas y Miranda que «coordinó» los cuantiosos documentos en pergamino y en papel que el ayuntamiento conservaba en la catedral de Tudela. Los cosió y encuadernó en 50 tomos elaborando un Ynventario de los papeles enquadernados en Libros (1822)
Así pues, «el archivo municipal, tal y como lo conocemos, surge en el siglo XIX» de la fusión de estos fondos y marcando tanto Fernández Pascual como Yanguas y Miranda la base del fondo municipal.

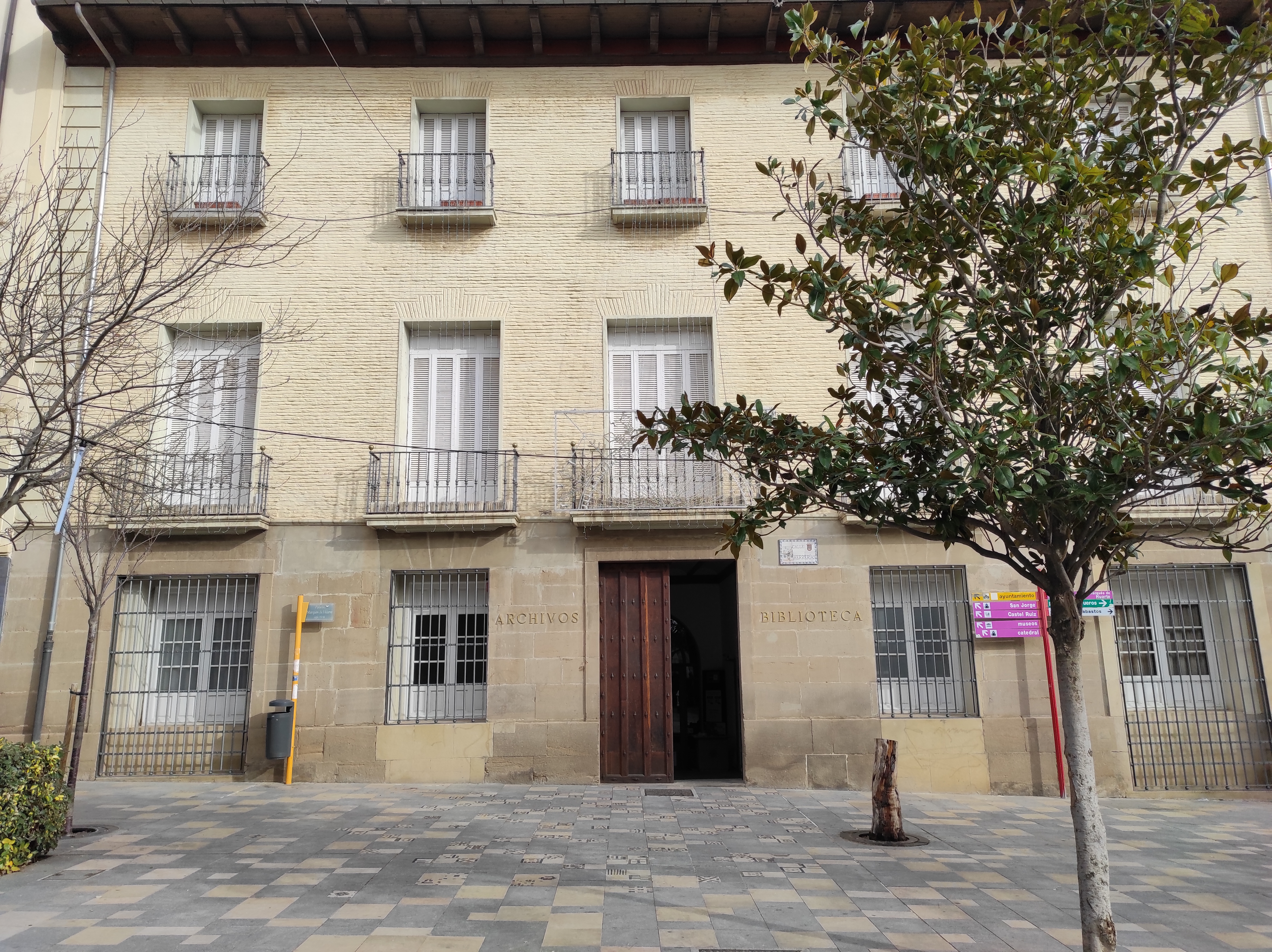
Palacio Marqués de Huarte - Acceso desde la calle Herrerías

## Sede
El archivo de la ciudad se conservó hasta el siglo XVIII en las dependencias de la Catedral de Santa María. Después, de la mano del archivero Juan Antonio Fernández, se traslada a la casa consistorial de Tudela, elaborando el mencionado inventario y catalogación. Esta tarea seguida por Yanguas y Miranda que ejercía de secretario municipal y notario. Desde 1940 consta en la plantilla municipal el cargo de un archivero siendo, junto al Archivo Municipal de Pamplona, los dos únicos archivos de carácter municipal con archiveras en plantilla.
En la actualidad los fondos de archivo tienen sede en el Palacio del Marqués de Huarte, un edificio barroco de 1740. Tras el desalojo de la familia Huarte-Frías, se utilizó como juzgado comarcal y de 1ª Instancia y desde 1976 es propiedad de Tudela.  
En 1983, mientras se acondicionaba la futura sede, el archivo se traslada desde la casa consistorial al Palacio del Marqués de San Adrián donde se lleva a cabo la tercera fase de la catalogación de protocolos notariales de Tudela del siglo XVI.
 

El 25 de abril de 1987, tras haber sido rehabilitado, se inaugura la sede y se procedió a la adecuación como sede de Biblioteca municipal "Yanguas y Miranda" así como el archivo municipal que «se ha convertido en un reclamo turístico continuo para el visitante de tipo cultural, debido a que en sus salas se encuentra gran parte del patrimonio mueble heredado de la cultura judía.» 

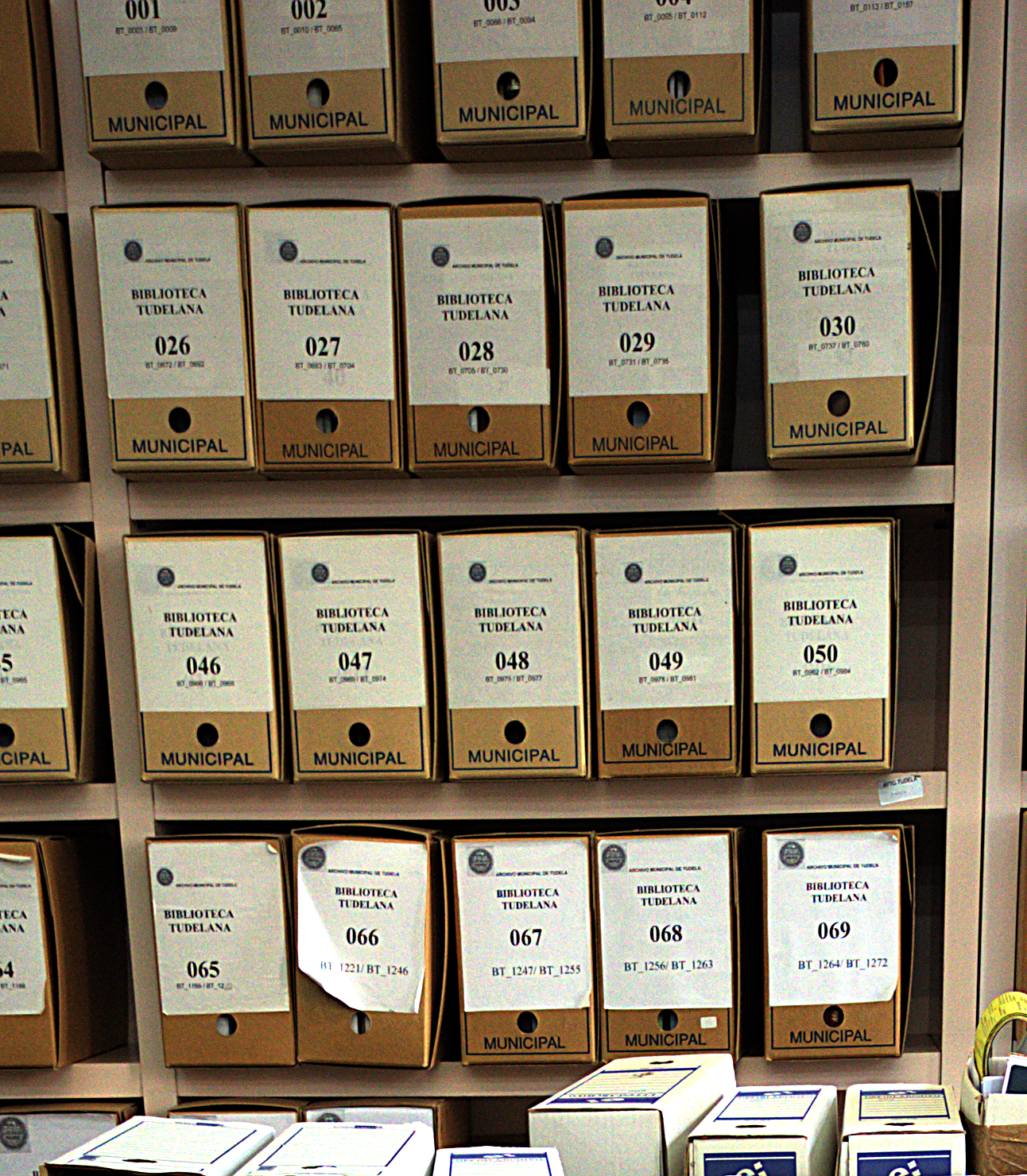
Archivo Municipal de Tudela - Fondos

## Fondos
Como afirma el investigador y técnico del archivo, Íñigo Pérez Ochoa,«los archivos tenían como principal función custodiar los privilegios concedidos a la ciudad o villa por parte de los monarcas, así como conservar los acuerdos, convenios u otros documentos que se consideraban valiosos.» En el caso de Tudela en la línea que afirman y defienden Luis J. Fortún Pérez de Ciriza y Juan José Martinena Ruiz«los fueros y privilegios constituyeron las piezas iniciales de los archivos municipales» de manera temprana junto a los propios «emanados de la complejidad de la administración municipal». A estos fondos municipales se van añadiendo «sentencias, documentos acreditativos de derechos de pastos, concesiones de ferias y mercados, títulos de propiedad de bienes comunales, así como cuentas municipales.»

### Histórico
Este fondo documental está compuesto por una colección de 234 pergaminos donde abundan «concesiones de privilegios, confirmaciones de fueros, donaciones y ordenanzas» junto a otra encuadernada, iniciado por Yanguas y Miranda, y que alcanza los 169 volúmenes recogiendo en ellos, fundamentalmente, «libros de cuentas de propios, cuentas del vínculo, libros de talas, cuentas del Ligallo, libros de condenaciones», incluyendo los 33 libros de inventario de privilegios elaborados por Juan Antonio Fernández.
Cuando en 1974 se unificaron en Pamplona los archivos notariales de «los distritos de Pamplona, Estella, Sangüesa-Aoiz y Olite-Tafalla», «el traslado no afectó a los protocolos de Tudela ni a los de Vera de Bidasoa, que quedaron en sus respectivas localidades.»

### Administrativo
En general, la documentación se conserva bastante íntegra, sin que haya experimentado expolios o destrucción documental alguna. Tudela es a su vez cabeza de partido judicial y merindad, conservando los protocolos históricos de las notarías de Ablitas, Arguedas, Buñuel, Cabanillas, Cintruénigo, Corella, Cortes, Tudela, Valtierra. 
Asimismo, el archivo judicial, civil y penal desde el siglo XIX.

### Biblioteca auxiliar
Sus fondos bibliográficos alcanzan casi doce mil ejemplares entre los cuales una parte (1213 ejemplares) se corresponden a la biblioteca tudelana, publicaciones sobre la ciudad o firmada por naturales del lugar. Estos fondos se formaron mediante donaciones como la realizada por la Real Sociedad de Amigos del País (1613 ejemplares) o la Biblioteca del Marquesado de San Adrián (unos 1000 libros). 
También cuenta con una importante hemeroteca depositada por José Ángel Pérez-Nievas y una colección fotográfica con más de 2000 negativos en cristal obra de Nicolás Salinas, de gran valor informativo.

## Archiveros
Por su pionero ejercicio archivístico relacionar las figuras mencionadas de Juan Antonio Fernández Pascual, durante la segunda mitad del siglo XVIII, y José Yanguas y Miranda, durante los inicios del siglo XIX. Ya en el siglo XX:
- Francisco Fuentes Pascual (1941-1959), presbítero de la Catedral de Tudela.
- Julio Segura Miranda (1966-1970). Sacerdote y archivero, como el anterior.
- Julio Segura Moneo (1972-2009), archivero que dirigió el equipo encargado del ordenamiento de otros archivos municipales de la merindad.[16]
- Beatriz Pérez Sánchez, actual archivera, miembro de la Asociación de Archiveros de Navarra.